# ルキフゲ・ロフォカレ

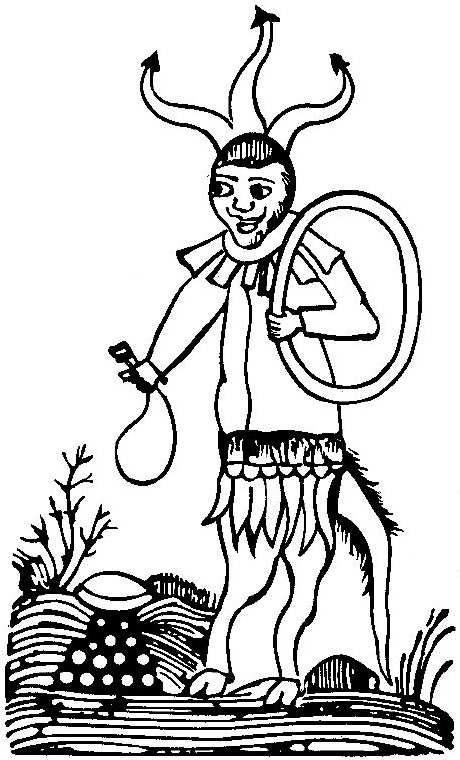
『大奥義書』に描かれたルキフゲ・ロフォカレの挿絵

ルキフゲ・ロフォカレ（Lucifuge Rofocale、仏: Lucifugé Rofocale リュシフュージェ・ロフォカル）は、悪魔学における悪魔の一人。主として18世紀から19世紀のフランスで流布したグリモワールである『大奥義書』やその異本『赤い竜』などに登場した悪魔である。ラテン語風にルキフグス・ロフォカルスを縮めてルキフグス（Lucifugus）と呼ばれることもある。

## 概要
『大奥義書』によれば、地獄の3人の支配者ルシファー、ベルゼビュート、アスタロトに仕える6柱の上級精霊の1柱であり、首相、宰相を務める。バアル、アガレス、マルバスを配下に持つ。
カバラにおけるクリフォトでは、ビナーに対応するサタリエルの長としてルキフゲの名が挙げられている。
ルシファーに命じられて世界中の富と宝物を管理しているという。『大奥義書』にはルシファーに呼びかけてルキフゲ・ロフォカレを召喚し、命令して富を得る方法が記されている。
ルキフゲ・ロフォカレの名前の前半部分はラテン語の2つの単語「Lux（光）」および「Fugio（逃げる）」からなっており、「光を避ける者」を意味することから、「光をもたらす者」であるルシファーとの関連が示唆される。また、後半部分は『ゴエティア』などの他のグリモワールに登場する悪魔のフォカロルとアナグラムの関係になっていることが指摘されている。
イエズス会の神学者マルティン・デル・リオの著作『魔術の研究』（Disquisitiones magicarum, 1599年）の中では、光を恐れて昼に出現しない悪魔たちを指してルキフゲス（Lucifuges）という言葉が用いられている。この鬼神論書は（『大奥義書』が流布する以前の）17世紀に好評を博し、何度も版を重ねていた。